# Phaedon laevigatus
Phaedon laevigatus är en skalbaggsart som först beskrevs av Caspar Erasmus Duftschmid 1825.  Phaedon laevigatus ingår i släktet Phaedon och familjen bladbaggar. Arten har ej påträffats i Sverige. Inga underarter finns listade i Catalogue of Life.